# Dekanat Šenčur
Dekanat Šenčur – jeden z 17 dekanatów rzymskokatolickich wchodzących w skład archidiakonatu Gorenjskiego archidiecezji lublańskiej w Słowenii. 
Według danych na październik 2015 roku, w jego skład wchodziło 10 parafii.

## Lista parafii
Źródło:
| Lp. | Miejscowość           | Parafia                                        | Proboszcz                            | Kościół                                                                | Grafika |
| --- | --------------------- | ---------------------------------------------- | ------------------------------------ | ---------------------------------------------------------------------- | ------- |
| 1   | Cerklje na Gorenjskem | Parafia Wniebowzięcia Najświętszej Maryi Panny | Stanislav Gradišek                   | Kościół Wniebowzięcia Najświętszej Maryi Panny w Cerklje na Gorenjskem |         |
| 2   | Jezersko              | Parafia św. Ožbolta, męczennika                | Janez Ham                            | Kościół św. Ožbolta w Jezersko                                         |         |
| 3   | Kokra                 | Parafia Wniebowzięcia Najświętszej Maryi Panny | nadzorowana przez parafię w Preddvor | Kościół Wniebowzięcia Najświętszej Maryi Panny w Kokra                 |         |
| 4   | Preddvor              | Parafia św. Piotra Apostoła                    | Mihael Lavrinec                      | Kościół św. Piotra Apostoła w Preddvor                                 |         |
| 5   | Smlednik              | Parafia św. Ulricha, biskupa                   | mag. Tomaž Nagode                    | Kościół św. Ulricha w Smlednik                                         |         |
| 6   | Šenčur                | Parafia św. Jerzego, męczennika                | Urban Kokalj                         | Kościół św. Jerzego w Šenčur                                           |         |
| 7   | Šenturška Gora        | Parafia św. Ulricha, biskupa                   | Edi Strouhal                         | Kościół św. Ulricha w Šenturška Gora                                   |         |
| 8   | Trboje                | Parafia Wniebowzięcia Najświętszej Maryi Panny | Alojzij Oražem                       | Kościół Wniebowzięcia Najświętszej Maryi Panny w Trboje                |         |
| 9   | Velesovo              | Parafia Zwiastowania Najświętszej Maryi Pannie | Slavko Kalan                         | Kościół Zwiastowania Najświętszej Maryi Pannie w Velesovo              |         |
| 10  | Zapoge                | Parafia św. Mikołaja, biskupa                  | Jože Mrvar st.                       | Kościół św. Mikołaja w Zapoge                                          |         |